# Walter Viitala
Walter Viitala (ur. 9 stycznia 1992 w Helsinkach) – fiński piłkarz grający na pozycji bramkarza w SJK.

## Kariera klubowa
Treningi piłkarskie rozpoczął w PPJ Eira. W wieku 15 lat został zawodnikiem Helsingfors IFK. W 2009 został włączony do pierwszej drużyny tego klubu. W 2010 został zawodnikiem FC Honka, natomiast w kwietniu 2011 został wypożyczony do Helsingfors IFK. W listopadzie 2014 podpisał roczny kontrakt z IFK Mariehamn. W grudniu 2016 podpisał dwuipółletni kontrakt z Viborg FF. Zadebiutował w tym klubie 8 kwietnia 2017 w wygranym 1:0 meczu z Aalborg BK. W sierpniu 2018 podpisał kontrakt do końca roku z Malmö FF. Po wygaśnięciu kontraktu opuścił klub. W lutym 2019 przeszedł do Sandefjord Fotball, a rok później podpisał dwuletni kontrakt z SJK.

## Kariera reprezentacyjna
Młodzieżowy reprezentant Finlandii. W dorosłej kadrze zadebiutował 9 stycznia 2017 w wygranym 1:0 meczu z Marokiem.

## Osiągnięcia
- Mistrzostwo Finlandii: 2016
- Puchar Finlandii: 2012, 2015
- Puchar Ligi Fińskiej: 2011